# Jordany Martinus
Jordany Silverio Alison Martinus (Dordrecht, 10 luglio 1990) è un giocatore di calcio a 5 olandese.

## Carriera

### Club
Nato nei Paesi Bassi da genitori originari di Curaçao, Martinus è cresciuto a Dordrecht dove ha iniziato a giocare a calcio a 5 con il DZS Dordrecht. Ha debuttato nella Nazionale maschile di calcio a 5 dei Paesi Bassi il 31 ottobre 2016, in occasione di un'amichevole pareggiata per 2-2 contro la Serbia. Con i tulipani ha disputato il campionato europeo 2022 e la Coppa del Mondo 2024.

## Palmarès
- Campionato olandese: 2
Eindhoven: 2012-2013, 2022-2023
- Coppa dei Paesi Bassi: 1
Eindhoven: 2018-2019